# فيبيورن رودال
فيبيورن رودال (بالنرويجية: Vebjørn Rodal‏) هو عداء مسافات متوسطة نرويجي ولد في يوم 16 سبتمبر 1972 في قرية بيركاك في النرويج، أبرز إنجازاته كان فوزه بالميدالية الذهبية في سباق 800 متر في دورة الألعاب الأولمبية الصيفية 1996 في مدينة أتالانتا، وفاز بالميدالية البرونزية بنفس السباق في بطولة العالم لألعاب القوى 1995 في غوتنبرغ، كما فاز بالميدالية الفضية في بطولة أوروبا لألعاب القوى 1994 في هلسنكي.

## روابط خارجية
- فيبيورن رودال على موقع IMDb (الإنجليزية)
- فيبيورن رودال على موقع الاتحاد الدولي لألعاب القوى (الإنجليزية)
- فيبيورن رودال على موقع اللجنة الأولمبية الدولية (الإنجليزية)
- فيبيورن رودال على موقع أوليمبيديا (الإنجليزية)